# 沙黄文化
沙黄文化是公元前1000年至公元200年期间活跃于越南中南部的一个考古文化。这一文化的遗址广泛分布在从湄公河三角洲到越南中部的广平省。沙黄文化的人群最可能是占婆人的前身，占婆人是一个南岛语民族，后来建立了占婆国。:211–217

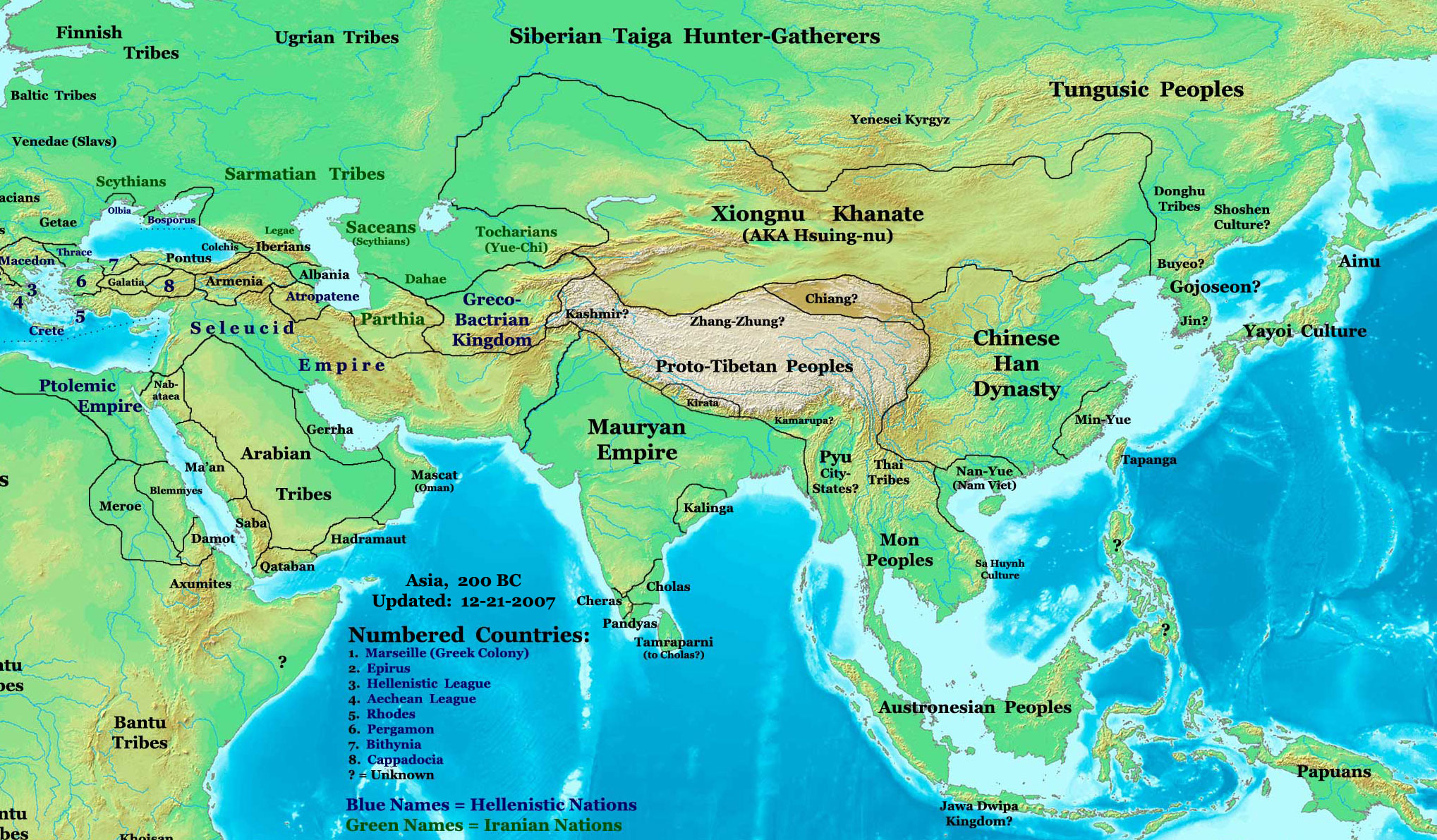
公元前200年的亚洲，展示了沙黄文化及其邻居

## 描述
沙黄遗址在1909年被考古学家发现，遗址中有大量本地生产的铁制品，例如斧、刀、矛头、匕首、镰刀。相对的，在越南北部和大陆东南亚其他地区发现的東山文化遗址中铜制品占据主导地位，与之形成奇妙的对比。沙黄文化中盛行火葬，死者在被火化后被装到瓮中，之后用盖子密封。骨灰瓮旁供奉着仪式性的祭品。双头动物造型的耳饰也是这一文化的特色，一些学者认为这种双头动物描绘的是中南大羚。这些耳饰通常由玉制成，但也有用玻璃制作的。有孔的珠子在沙黄遗址的陪葬品中也大量发现，大部分是由玻璃制成的。

## 人工制品

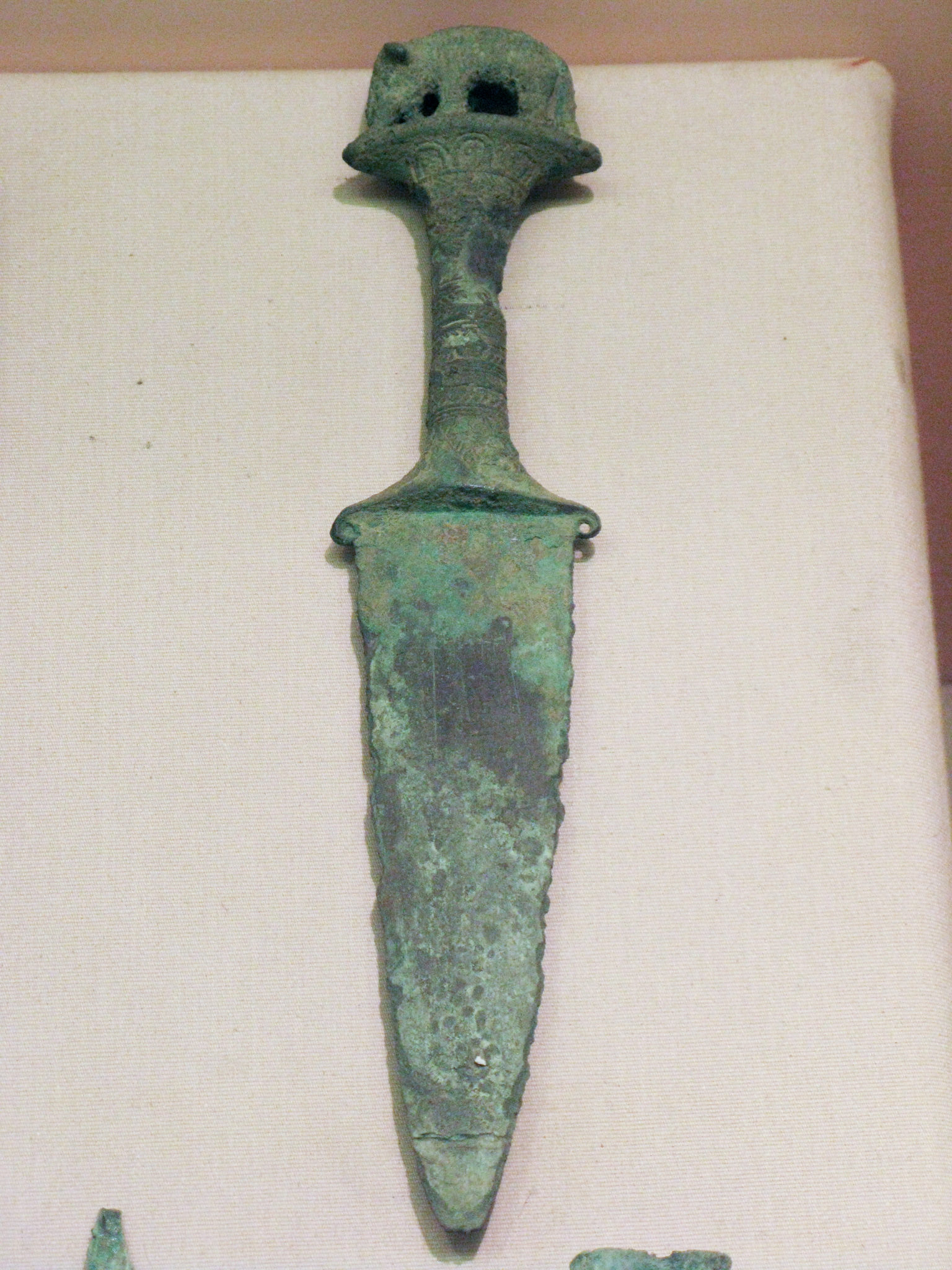
青铜匕首
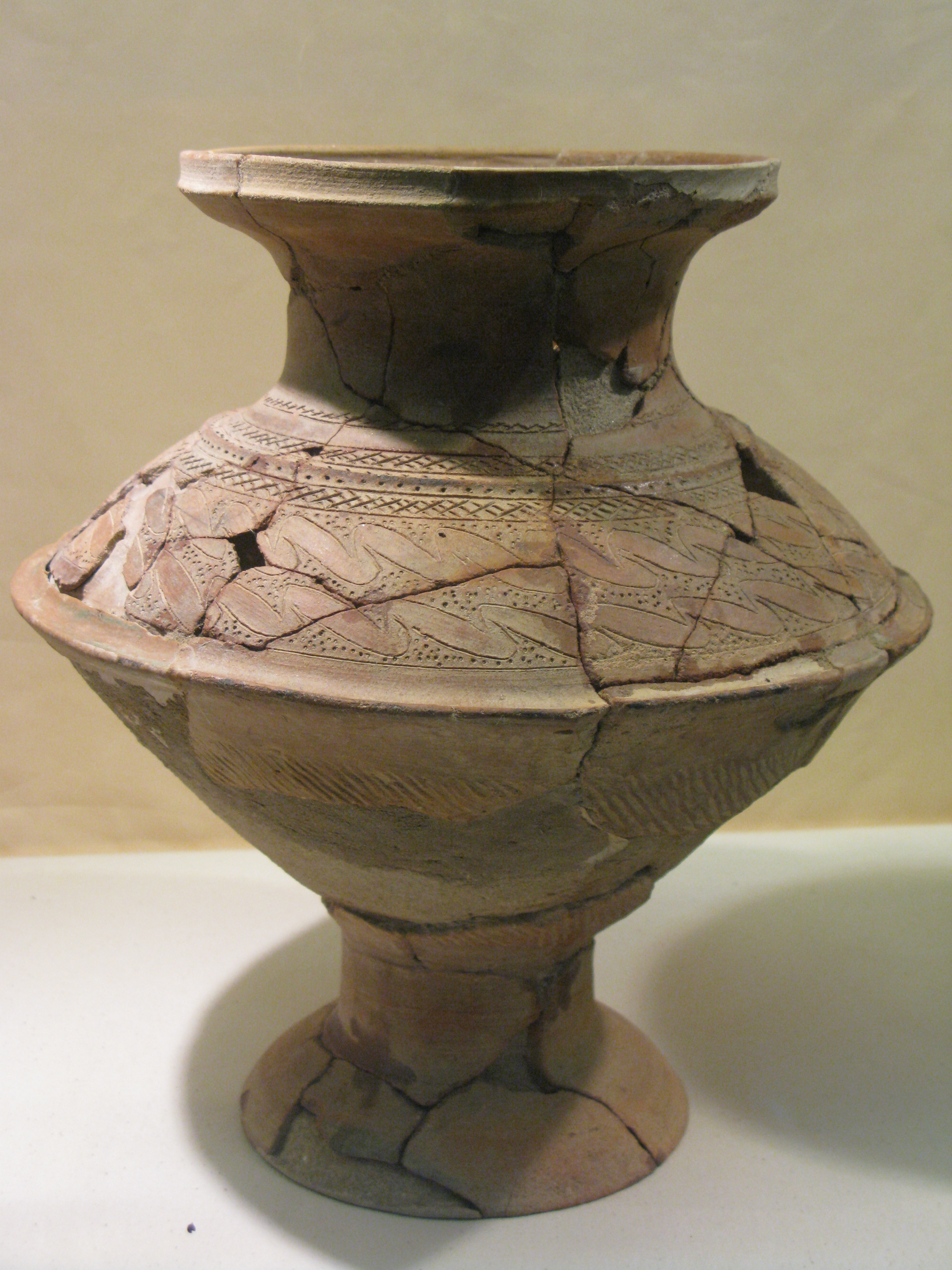
陶罐
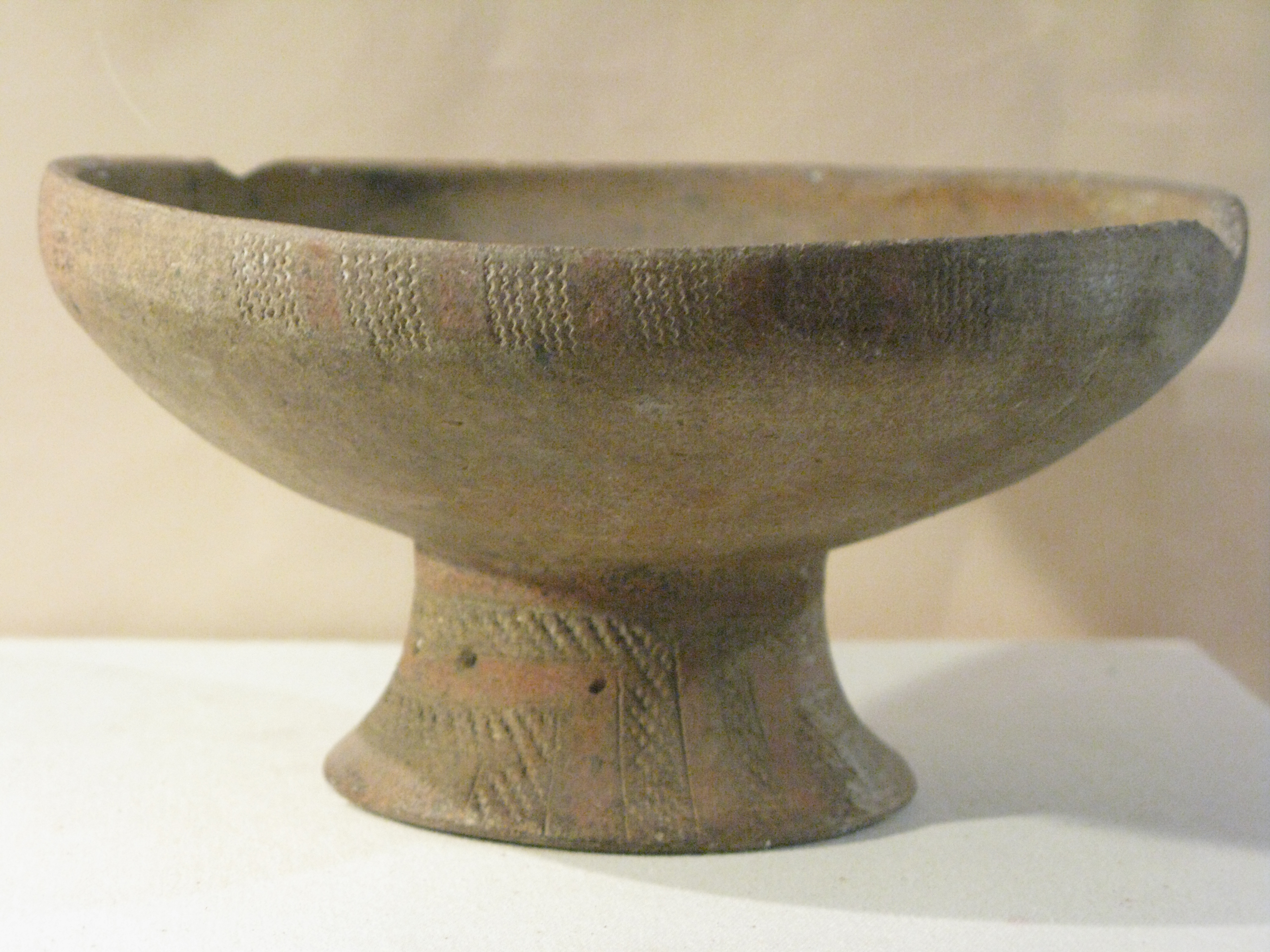
陶果盘
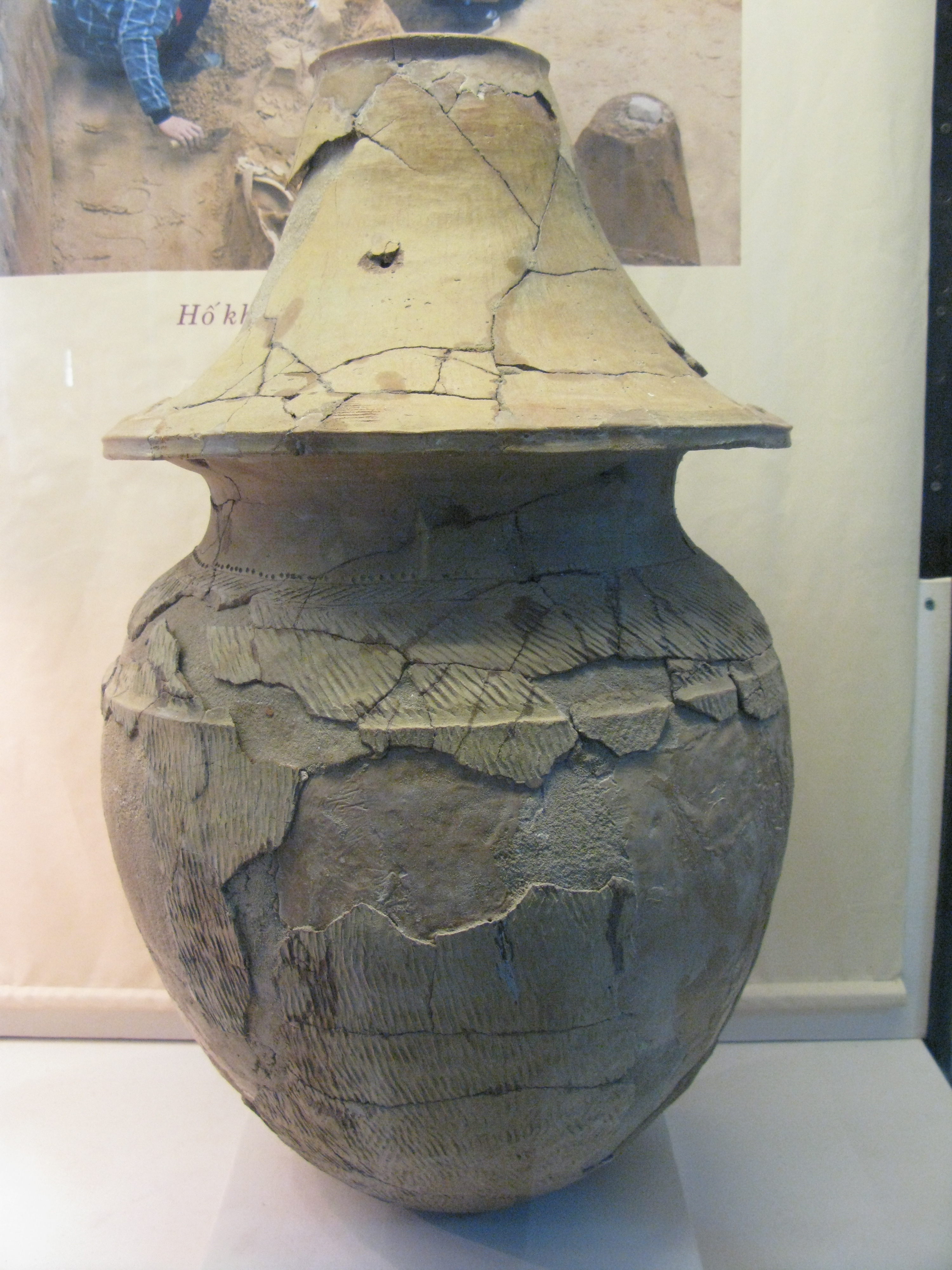
陶骨灰瓮
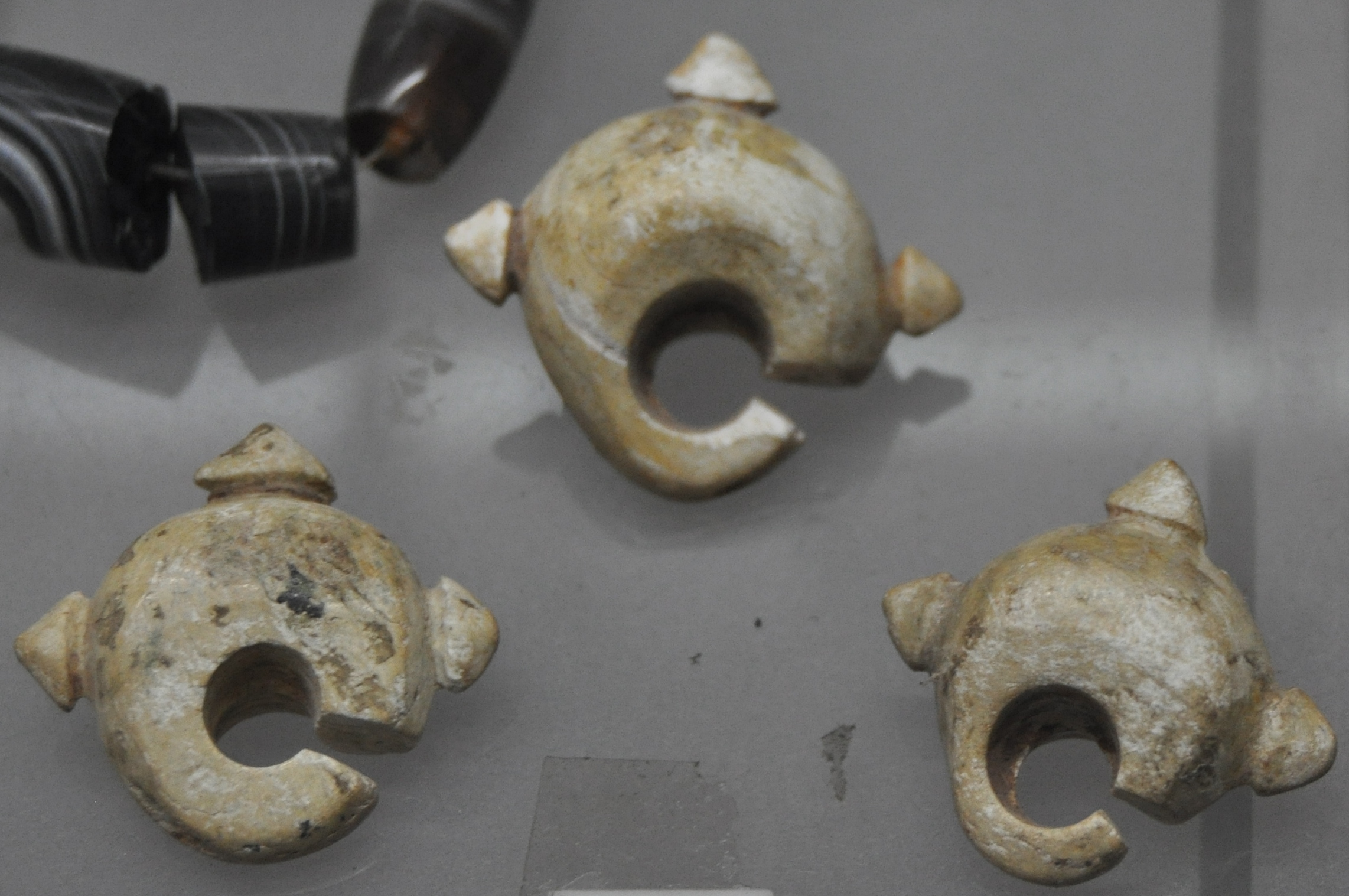
lingling-o
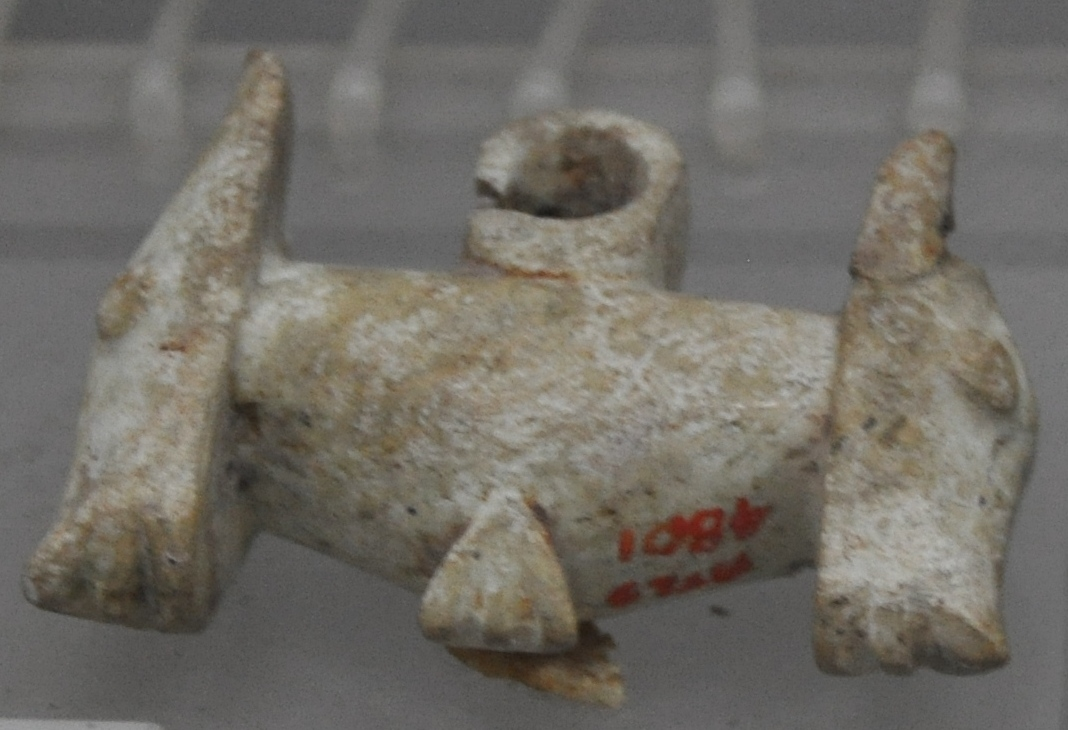
玉制双头lingling-o